# Mercetaspis isis
Mercetaspis isis är en insektsart som först beskrevs av Hall 1923.  Mercetaspis isis ingår i släktet Mercetaspis och familjen pansarsköldlöss. Inga underarter finns listade i Catalogue of Life.